# جون ماكجيفرين
جون ماكجيفرين (بالإنجليزية: John McGivern)‏ هو ممثل أمريكي، ولد في 16 نوفمبر 1954 في الولايات المتحدة.